# Unicast
Unicast – rodzaj transmisji, w której dokładnie jeden punkt wysyła pakiety do dokładnie jednego punktu - istnieje tylko jeden nadawca i tylko jeden odbiorca.
Wszystkie karty Ethernet posiadają zaimplementowany ten rodzaj transmisji. 
Oparte na nim są podstawowe protokoły takie jak TCP, HTTP, SMTP, FTP i telnet i częściowo ARP, który pierwsze żądanie wysyła zawsze, korzystając z transmisji broadcast.